# Théophile Condemine
Théophile Henri Condemine, né le 25 janvier 1895 à Champagne-et-Fontaine, et mort le 20 décembre 1981 à Angoulême, est un as de l'aviation français de la Première Guerre mondiale, au cours de laquelle il remporte neuf victoires aériennes homologuées, toutes contre des ballons d'observation. Il défend également son pays pendant la Seconde Guerre mondiale.

## Première Guerre mondiale
Fils d'un propriétaire agriculteur, Théophile Condemine s'engage dans l'armée le 7 février 1913 pour une période de trois ans ; il est affecté à la cavalerie au sein du 10e régiment de hussards. Il est promu au grade de brigadier le 1er août 1914; le 26 avril 1916, il est à nouveau promu, au grade de maréchal-des-logis. Le 3 décembre 1916, il est transféré à l'infanterie et intègre le 68e régiment d'infanterie. C'est à cette époque qu'il est nommé sous-lieutenant. Le 29 juillet 1917, il est gravement blessé au visage, mais continue à avancer malgré les tirs de barrage de l'artillerie allemande. Un mois plus tard, il reçoit la Légion d'honneur pour cet acte de courage. 
Après une période de convalescence, Condemine est envoyé suivre une formation de pilote à Chartres, où il arrive la veille de Noël 1917. Le 10 mars 1918, il reçoit le brevet de pilote militaire no 12102. Deux jours plus tard, il est envoyé à Pau pour parfaire sa formation. Dans la matinée du 22 août 1918, il est intégré dans l'Escadrille 154 au sein de laquelle il pilote des SPAD; à midi, il remporte sa première victoire aérienne, faisant équipe avec Robert Waddington et Louis Gros pour détruire un ballon d'observation allemand. Le 7 septembre, il détruit seul un nouveau ballon. Une semaine plus tard, il s'allie à Michel Coiffard pour détruire un nouveau ballon au-dessus de Gernicourt puis un autre à Cormicy. Le jour suivant, Condemine, Coiffard, et Jacques Ehrlich abattent trois ballons supplémentaires en deux minutes. Condemine finit la guerre avec deux victoires en solitaire à une semaine d'intervalle, les 3 et 10 octobre 1918. En plus de la Légion d'honneur, il reçoit la Croix de guerre avec cinq palmes et une étoile de bronze. 

## Après-Guerre
Théophile Condemine survit à la Grande Guerre. Il revient servir son pays pendant la Seconde Guerre mondiale, qu'il termine au grade de lieutenant-colonel.

### Ouvrages
- (en) Norman L. R. Franks et Frank W. Bailey, Over the front : a complete record of the fighter aces and units of the United States and French Air Services, 1914-1918, Londres, Grub Street, 1992, 228 p. (ISBN 978-0-948817-54-0 et 0-948-81754-2, lire en ligne)